# 1071

## Události
- 15. dubna – Bari, poslední byzantská država na Apeninském poloostrově, se po více než dvouapůlletém obléhání vzdalo Normanům Roberta Guiscarda.
- 26. srpna – Seldžučtí Turci rozdrtili byzantská vojska v bitvě u Mantzikertu a zajali císaře Romana IV.

## Narození
- 22. října – Vilém IX. Akvitánský, akvitánský vévoda a hrabě z Poitiers († 10. února 1126)
- ? – Adéla Kyjevská, manželka Jindřicha IV. a římskoněmecká císařovna († 20. července 1109)
- ? – Jaroslav Svjatoslavič, muromský a černigovský kníže († 1129)

## Úmrtí
- 17. února – Frozza Orseolo, rakouská markraběnka (* asi 1015)
- 22. února – Arnulf III. Flanderský, hrabě flanderský a henegavský (* asi 1055)
- Almodis de la Marche, hraběnka barcelonská (* cca 1020)

## Hlava státu
- České knížectví – Vratislav II.
- Papež – Alexandr II.
- Svatá říše římská – Jindřich IV.
- Anglické království – Vilém I. Dobyvatel
- Aragonské království – Sancho Ramírez
- Barcelonské hrabství – Ramon Berenguer I. Starý
- Burgundské vévodství – Robert I. Starý
- Byzantská říše – Romanos IV. Diogenes / Michael VII. Dukas
- Dánské království – Sven II. Estridsen
- Francouzské království – Filip I.
- Kyjevská Rus – Izjaslav I. Jaroslavič
- Kastilské království – Sancho II. Silný
- Leonské království – Alfons VI. Statečný
- Navarrské království – Sancho IV.
- Norské království – Olaf III. Mírný
- Polské knížectví – Boleslav II. Smělý
- Skotské království – Malcolm III.
- Švédské království – Halsten Stenkilsson / Anund Gårdske / Haakon Rudý
- Uherské království – Šalamoun